# Binnebergs landskommun
Binnebergs landskommun var en tidigare kommun i dåvarande Skaraborgs län.

## Administrativ historik
När 1862 års kommunalförordningar trädde i kraft inrättades i Sverige cirka 2 500 kommuner. Huvuddelen av dessa var landskommuner (baserade på den äldre sockenindelningen), vartill kom 89 städer och åtta köpingar. I Binnebergs socken i Vadsbo härad i Västergötland inrättades då denna kommun.
Vid kommunreformen 1952 bildade den storkommun genom sammanläggning med de tidigare landskommunerna Frösve, Horn, Locketorp, Säter och Väring.
1 januari 1971 upplöstes landskommunen och dess område överfördes till Skövde kommun.
Kommunkoden 1952–70 var 1632.

### Kyrklig tillhörighet
I kyrkligt hänseende tillhörde kommunen Binnebergs församling. Den 1 januari 1952 tillkom församlingarna Frösve, Horn, Locketorp, Säter och Väring.

## Geografi
Binnebergs landskommun omfattade den 1 januari 1952 en areal av 143,63 km², varav 141,88 km² land.

### Tätorter i kommunen 1960
I Binnebergs landskommun fanns tätorten Väring, som hade 332 invånare den 1 november 1960. Tätortsgraden i kommunen var då 11,0 procent.

## Politik

### Mandatfördelning i valen 1950–66
| 12 | 16 | 5 | 2 |

| 34 |

|  | 13 | 12 | 5 | 4 |

| 33 |

|  | 10 | 15 | 4 | 5 |

| 32 |

|  | 12 | 14 | 4 | 4 |

| 32 |

|  | 9 | 17 | 2 |  | 5 |

| 31 |